# Overledingerland
Overledingerland (Overledingen) er et historisk område i det sydlige Østfrisland mellem floderne Leda og Ems i den tyske delstat Niedersachsen.

## Administrativ inddeling
Overledingerland er i dag inddelt i kommunerne Rhauderfehn, Ostrhauderfehn og Westoverledingen samt Nettelburg i byen Leer. 

## Historie
Overledingerland er ligesom Rheiderland, Moormerland og Lengenerland et af de fire historiske områder i denne del af Østfrisland (distriktet Leer).
I den tidlige middelalder hørte området til det karolinske Emsgau. Efter, at de regerende grever var blevet fordrevet, blev Overledingen Under 1200-tallet en selvstændig del af Frisland. Under den tid, som kaldes den frisiske frihed, hørte området til Upstalsboomforbundet. I 1400-tallet ophørte Overledingerlands selvstændighed i forbindelse med at flere høvdingeafamilijer, blandt andre Cirksena, overtog magten i forskellige dele af Østfrisland. Da høvdingetiden ophørte, indgik Overledingen som en del af grevskabet Ostfriesland. 